# しなのき書房
しなのき書房（しなのきしょぼう）は、長野県長野市に本社を置く、日本の出版社。ISBN出版社記号は903002。

## 概要
主に長野県に関する書籍を出版しており、「ふるさと再発見」をテーマに信州の歴史、文学、民俗、ガイドブックなど幅広くの出版活動を続けている。

## 沿革
- 2004年（平成16年）12月1日 - 林佳孝により創業
- 2009年（平成21年）6月5日 - 株式会社しなのき書房設立

## 主な刊行物
- 信州むかし語りシリーズ
- 信州歴史時代小説傑作集シリーズ
- 長野県の太平洋戦争シリーズ

- 『刑務所の中の中学校』
- 『信州善光寺案内』
- 『信州の近代遺産』
- 『定本・信州の仏像』
- 『やさしい長野県の教科書　地理』
- 『ふしぎ発見！長野県の地理』
- 『信州かやぶき民家』
- 『よくわかる長野県の名字』
- 『長野県の地震入門』
- 『信州歴史の舞台裏』